# Project Arts Centre

Zoom sur des affiches de spectacles programmés en 2015.

Project Arts Centre est un centre d'art multidisciplinaire situé dans le quartier animé de Temple Bar dans le centre de Dublin, qui accueille les arts visuels, le théâtre, la danse, la musique et des performances,.

## Histoire
Le Project Arts Centre a été fondé par Jim FitzGerald et Colm O'Briain en 1967, après un festival de trois semaines organisé au Gate Theatre en 1966. C'est le premier centre artistique de ce genre en Irlande. Le centre comprenait plusieurs bâtiments avant d'ouvrir ses portes en 1975 dans une usine reconvertie située East Essex Street, après de nombreuses questions concernant le financement du projet. Ce bâtiment a été démoli en 1998 et un nouvel espace spécialement construit comprenant deux auditoriums, une galerie et un bar a été inauguré en 2000 sur le même site, dans le cadre de la deuxième phase de la régénération de Temple Bar. La présence du Centre, avec un certain nombre d'autres institutions culturelles à Temple Bar telles que l'"Irish Film Institute", la "Temple Bar Gallery and Studios", les "Black Church Print Studios", la galerie de photographie, et le "Temple Bar Music Center" (devenu depuis la "Button Factory"), a fait que ce quartier, en plus d'être toujours animé et festif, est devenu un quartier culturel,,.
Le 25 mai 1978, sur une suggestion du journaliste du magazine Hot Press Bill Graham, Paul McGuinness assiste pour la première fois à un concert de U2 au Projects Art Centre. Fasciné, il décide illico de devenir leur manager. Le 18 septembre de cette même année, U2 partage l'affiche avec les Virgin Prunes au Projects Art Centre. Le centre était alors dirigé par Jim Sheridan, qui deviendra plus tard réalisateur de cinéma (Au nom du père, …).

## Le Projects Art Centre
Le Projects Art Centre a accueilli de nombreux festivals d'arts de la scène, notamment le Dublin Dance Festival, le Dublin Writers Festival, le Dublin Fringe Festival et le Dublin Theatre Festival. Depuis la récession irlandaise, l'accent a été mis sur les productions interculturelles.